# Phar Lap
Phar Lap (1926–1932) byl proslulý dostihový kůň. Šlo o ryzáka, který se narodil na Novém Zélandu a jeho předkem byl pravděpodobně Eclipse.

## Neslavný začátek
Trenér Harry Telford jej přivezl roku 1928 z Nového Zélandu na objednávku za pouhých 160 guineí. Majiteli se kůň nelíbil a chtěl ho obratem prodat. Trenér mu tedy zaplatil polovinu kupní částky a začal jej cvičit. Protože neuměl na trénincích cválat, naučil ho to H. Telford tak, že ho skoro strhal. Všichni se Harrymu i koni smáli, ale jeden pán, který ho viděl běžet, navrhl jméno "Blesk" – Far Lap, ale Harry odpověděl, že musí být na sedm písmen, jako poslední vítězové v Melbourne. Tak bylo vymyšleno jméno Phar Lap. Dobře vedený výcvik vyústil ve skvělé výsledky na travnaté dráze.

## Šampion
Z 51 dostihů jich vyhrál 37, z toho zaznamenal sérii 33 vítězství za sebou, což je dodnes platný světový rekord. Phar Lap se nejprve proslavil v Austrálii, poté i v Americe, kde byl na něj před jedním důležitým závodem spáchán atentát. Kulka ho však minula. Zemřel zanedlouho po atentátu. Jelikož si jeho majitel nepřál pitvu, hovořilo se o kolice. Objevily se i fámy, že byl Phar Lap otráven, protože byl velmi nenáviděn soupeři. (Což se potvrdilo při pitvě provedené asi 20 let po Phar Lapově smrti.) Proto mu pořadatelé dávali do sedla závaží, aby byl dostih podle nich spravedlivý. I když byl handicapován zátěží 10 až 20 kg, vyhrál. Někteří lidé tvrdili, že tento kůň měl 2x větší srdce než ostatní koně (vážilo 6,2 kg, normální váha srdce se u koní pohybuje mezi 3 a 4 kg). Díky tomu mohl běžet rychleji – měl lépe okysličenou krev.

## Rodokmen
Hlavně díky rodokmenu ho H. Telford koupil a dával do něj naděje. Obsahoval slavného vítěze Melbourne Cup – Carbine. Tvrdí se, že je prapra...potomkem Eclipse, který se narodil při zatmění a také měl dvakrát větší srdce.

## Film
Australský režisér Simon Wincer o něm natočil v roce 1983 životopisný film Phar Lap.